# 大拜爾山
47°20′29″N 12°01′36″E / 47.34139°N 12.02667°E

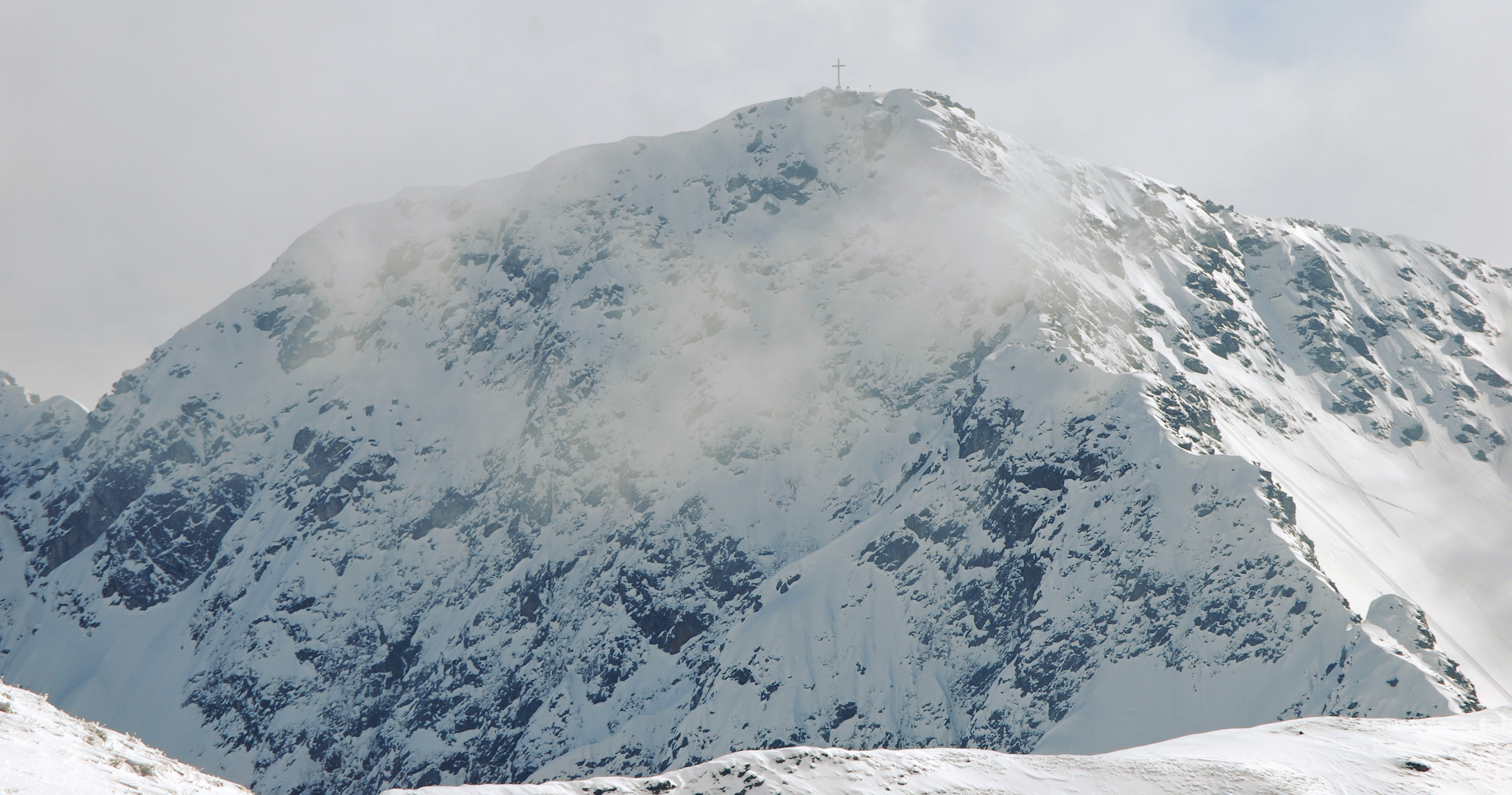

大拜爾山（德語：Großer Beil），是奧地利的山峰，位於該國西部，由蒂羅爾州負責管轄，屬於基茨比爾阿爾卑斯山脈的一部分，海拔高度2,309米，每年平均降雨量1,971毫米。